# ジミー・ユーリーン
ジミー・ユーリーン（Jimmy Urine、本名ジェームズ・ユーリンガー、1969年9月7日 - ）は、アメリカのミュージシャン、歌手、ソングライター。彼は、1997年に共同で結成したエレクトロパンク・バンド、マインドレス・セルフ・インダルジェンスのリード・シンガー、プログラマー、主要ソングライターを務めている。

## 経歴

### 生い立ち
ジェームズ・ユーリンガーは、1969年9月7日、ニューヨーク生まれ。彼にはマーカスという名の兄弟がいる。カトリック系の学校を卒業し、美術学校に通ったが、中退している。

### キャリア

#### マインドレス・セルフ・インダルジェンス

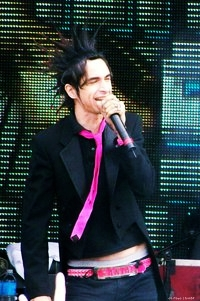
ジミー・ユーリーン（2012年5月）

1997年にマインドレス・セルフ・インダルジェンスを結成する前、ユーリンガーは「ジミー・ユーリーン」という芸名で兄弟と共演し、『Mindless Self-Indulgence』というタイトルのアルバムをリリースした。兄弟はマインドレス・セルフ・インダルジェンスの創設メンバーとなり、すぐにギタリストのスティーヴ・モンタノ（Steve Righ?）とドラマーのジェニファー・ダン（Kitty）を見つけた。兄弟はセカンド・アルバム『Crappy Little Demo』をリリースしたが、マーカスがグループを脱退し、ベーシストのヴァネッサ・Y.T.が代わりに加入した。

#### その他の作品
ユーリーンは、サージ・タンキアン、グライムス、ディーヴォ、ディープ・フォレスト、コーン、KMFDM、セラートの曲をリミックスしている。彼は、リミックスする曲を完全に再構築し、自分のボーカル・パートを追加することで知られている。また、エイミー・アレンの「Revolution」のオリジナル・バージョンをプロデュースした。
ユーリーンとマインドレス・セルフ・インダルジェンスのギタリスト、スティーヴ・ライ?によるザ・レフト・ライツ（The Left Rights）というサイド・プロジェクトがある。彼らはセルフタイトルのアルバムと『Bad Choices Made Easy』というタイトルのセカンド・アルバムをリリースした。
ユーリーンは2012年のビデオゲーム『ロリポップチェーンソー』の作曲家として働き、キャラクターのゼッドの声も担当した。彼は、M Dot Strangeの2012年のアニメーション映画『Heart String Marionette』で、The Bodyの声を担当した。また、ダーレン・リン・バウズマンの2015年のミュージカル・ホラー映画『Alleluia! The Devil's Carnival』にも出演した。
ユーリーンは、2017年のマーベル映画『ガーディアンズ・オブ・ギャラクシー:リミックス』でハーフナットという略奪者を演じた。また、映画のために「Un Deye Gon Hayd (The Unloved Song)」という曲を書いたが、これは映画では聴くことができるものの、サウンドトラック・アルバムには収録されていない。この曲はYouTubeにアップロードされている。
ユーリーンは、2018年10月に「Euringer」名義でセルフタイトルのソロ・アルバムをリリースした。このアルバムには、サージ・タンキアン、グライムス、ジェラルド・ウェイ、シャンタル・クラレットが参加している。
2020年、ユーリーンはサイバーパンク・ミュージカル・ウェブ・シリーズ『X-RL7』の2つのエピソードで、Kid K Beatzの声を担当した。同年、ユーリーンとタンキアンはコラボレーション・アルバム『Fuktronic』をリリースした。

## 法的な問題
1999年、ユーリンガーはミシガン州で行われたマインドレス・セルフ・インダルジェンスのステージ上でペニスを取り出し、公然わいせつ罪で逮捕され、刑務所で一夜を過ごした。2020年、彼は「あのツアーに参加したすべての人の中で、僕はひとり自分のチンコを鞭打ち、自分自身に火をつけたことで逮捕されたんだ。実は、週末は刑務所で過ごしたんだよ。彼らは僕に電話さえさせてくれなかったなぁ。そして、刑務所では全身ピンクの服とドレスを着ていた。楽しかったよ」と思い出を語った。
2021年8月、未成年者への性的暴行の罪で、ニューヨーク最高裁判所へユーリンガーに対する訴訟が提起された。告発者（当時未成年だったため身元は匿名）は、1997年1月から1999年6月まで、彼女が15歳でユーリンガーが27歳のときから、彼と性的関係を持っていたと主張した。訴訟では、ユーリンガーが「彼の性的暴行行為が犯罪ではないと信じ込ませ、彼と性的行為を行うことで（彼女が）実際には若い少女たちを性的暴行から守るのに役立っていると信じ込ませ、操作した」と主張した。ユーリンガーはまた、彼女に15歳の誕生日を祝う手紙を書いたとされている。訴状では、「この間、ユーリンガーは（彼女を）まるで自分のガールフレンドのように振る舞い、扱った。2人は合意の上で関係を築いていた」と付け加えた。彼は関係を通じて彼女の裸の写真を撮り、性交中に「小さな子供のように振る舞い、親指を吸い、よだれを垂らし、ズボンの中でおしっこをする」ように要求したとされている。また、彼女が彼と一緒にコンサートに行ってアルコールを飲むことができるよう、彼女に偽のIDを購入したとされていた。彼女が交際していると確信した後、彼は彼女に公の場で愛情深く振る舞わないように言って、彼らの関係を隠そうとしたと伝えられている。訴訟では、関係が始まって以来、彼女は精神的苦痛を受けていたと主張している。この訴訟では、ワーナー・ミュージック・グループ・コーポレーション、WMGの元親会社であるワーナー・コミュニケーションズLLC、エレクトラ・エンターテインメント・グループ、バンドのマネージャー兼プロデューサーであるジョセフ・ガルスも名前が挙げられている。この訴訟では、エレクトラとガルスがユーリンガーの行動を知っていて、それを可能にしたと主張し、過失と性的暴行の幇助と教唆で有罪であると主張している。また、エレクトラは、未成年だった少女の写真をフィーチャーしたツアーTシャツの開発でマインドレス・セルフ・インダルジェンスを支援したと主張し、ガルスとエレクトラA&Rの幹部は、バンドのレコーディング・セッション中にユーリンガーが少女に触れ、キスしているのを見たと主張している。エレクトラとWMGに対する訴訟は、2023年3月31日に完全に棄却され、ガルスは2023年4月26日に訴訟から自発的に棄却された。2024年3月26日、ユーリンガーに対するすべての告訴は、偏見を持って棄却された。

## 私生活
ユーリンガーは、2008年1月18日に歌手でミュージシャンのシャンタル・クラレットと結婚した。2018年にニュージーランドへ移り住み、ウェリントンに定住した。2019年には一卵性双生児の娘たちが誕生している。

## ディスコグラフィ

### マインドレス・セルフ・インダルジェンス
- Mindless Self-Indulgence (1995年)
- Tight (1999年)
- Frankenstein Girls Will Seem Strangely Sexy (2000年)
- 『お前は何にでも反発する (難問じゃない限り)』 - You'll Rebel to Anything (2005年)
- 『イフ』 - If (2008年)
- How I Learned to Stop Giving a Shit and Love Mindless Self Indulgence (2013年)
- Pink (2015年)
- MSI B-Sides Vol.1 (2024年)

### ザ・レフト・ライツ
- The Left Rights (2002年)
- Bad Choices Made Easy (2010年)

### ジミー・ユーリーン
- The Secret Cinematic Sounds of Jimmy Urine (2017年)

### ユーリンガー
- Euringer (2018年)

### ジミー・ユーリーン & サージ・タンキアン
- Fuktronic (2020年)